# William Whewell
William Whewell (24 de mayo de 1794-6 de marzo de 1866) fue un teólogo, filósofo y científico británico, conocido por emplear el término "científico" en vez de "filósofo natural".

## Filosofía e historia de la ciencia

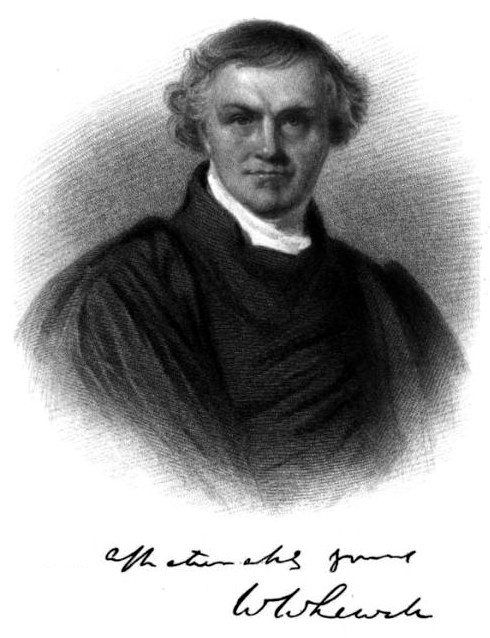
William Whewell

William Whewell es especialmente conocido por su investigación en el campo de la historia de la ciencia (History of the Inductive Sciences, 1837) y la filosofía de la ciencia (Philosophy of the Inductive Sciences, 1840). 
Desde una óptica neokantiana y tomando como modelo a la física newtoniana, Whewell considera que el método científico se sustenta en la "confluencia de inducciones". El avance del conocimiento científico depende de la adecuación progresiva entre los hechos y las ideas que los ponen en conexión. Las ideas, para Whewell, son los conceptos genéricos de espacio, tiempo y causa y otros propios de algunas ciencias: "afinidad electiva", en química; "fuerza vital", en biología, y "tipo natural", en taxonomía.
En economía, fue partidario de la escuela historicista, que basaba sus conocimientos en los métodos inductivos de Francis Bacon, contrarios al tradicional utilitarismo de Jeremy Bentham, que consideraba deductivo. Fue amigo de Richard Jones, quien reunió y publicó una recopilación póstuma de obras menores bajo el título de Reliquias literarias.

## Geología y teoría evolutiva
En geología, Whewell se opuso al actualismo de Charles Lyell y defendió la actuación de causas sobrenaturales en la historia de la Tierra para explicar los vacíos del registro fósil.
Su concepción de la relación entre forma y función orgánica correspondió con la teoría del diseño inteligente, a cuya divulgación colaboró activamente al ser elegido para la redacción de uno de los ocho Bridgewater Treatises.

## Escritos
- (1837) History of the Inductive Sciences
- (1840) Philosophy of the Inductive Sciences

## Eponimia
- El cráter lunar Whewell lleva este nombre en su memoria.[2]